# Dariusz Batek
Dariusz Batek (Oświęcim, 27 de abril de 1986) es un deportista polaco que compitió en ciclismo de montaña en la disciplina de campo a través, aunque también disputó carreras de ruta.
Ganó una medalla de plata en el Campeonato Mundial de Ciclismo de Montaña de 2007, en la prueba por relevos.

## Medallero internacional
| Campeonato Mundial | Campeonato Mundial         | Campeonato Mundial | Campeonato Mundial         |
| Año                | Lugar                      | Medalla            | Competición                |
| ------------------ | -------------------------- | ------------------ | -------------------------- |
| 2007               | Fort William (Reino Unido) | Medalla de plata   | Campo a través por relevos |

## Palmarés
2016
- 1 etapa del Tour de Malopolska